# Ambrose Bebb

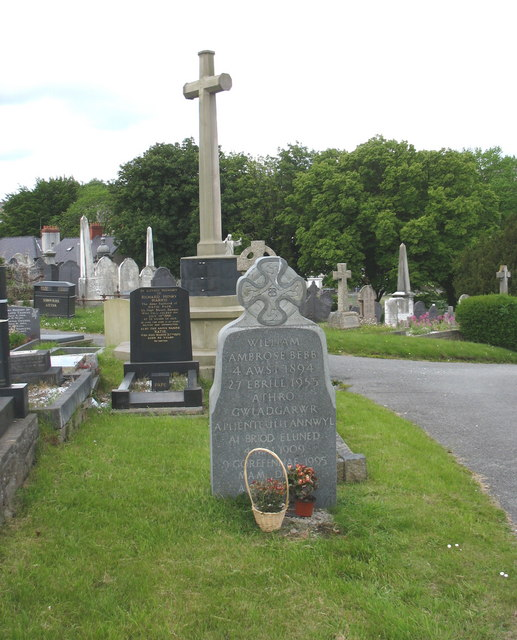
Grób Ambrose'a Bebba w Bangor

William Ambrose Bebb (ur. 1894, zm. 1955) – walijski pisarz i polityk.
Syn pamiętnikarza Edwarda Hughesa Bebba. Współzałożyciel Plaid Cymru. Ojciec Dewiego Bebba, rugbysty.

## Publikacje
- Llydaw (1929)
- Crwydro'r Cyfandir (1936)
- Y Ddeddf Uno 1536 (1937)
- Pererindoddau (1941)
- Machlud yr Oesoedd Canol (1951)
- Machlud y Mynachlogydd